# Clinus exasperatus
Clinus exasperatus es una especie de pez del género Clinus, familia Clinidae. Fue descrita científicamente por Holleman, von der Heyden & Zsilavecz en 2012.
Se distribuye por el Océano Atlántico Sur: Sudáfrica. La longitud estándar (SL) es de 12,7 centímetros. Está clasificada como una especie marina inofensiva para el ser humano.